# ABCホリデーワイド
『ABCホリデーワイド』（エービーシーホリデーワイド）は、朝日放送が年に数回、国民の祝日に放送していた長時間スペシャルワイド番組の総称である。

## 概要
主に上方演芸（漫才、上方落語、コント等）を題材にし、朝の9:30 - 11:30（2006年以降は9:55 - 11:30）と昼の14:00 - 18:00の2つの時間帯に分けて、朝日放送のスタジオやABCホール (2代目)を会場に公開生放送を行っていた。また、この番組では大丸デパートの協賛による生放送のテレビショッピングも行われていた。
後年は昼の部のみの放送となったが、2009年3月まで放送されていた情報番組『ムーブ!』が休止できず、現在祝日の大型編成は4月29日・昭和の日（2006年まではみどりの日）に行われるガラスの地球を救えキャンペーン「遊ぼう!水と太陽と」の1本に留まっている。なお、2011年まで1月の成人の日に行われてきた『ABCお笑い新人グランプリ』は2012年の『ABCお笑いグランプリ』への移行後は、1月の原則最終日曜日の夕方（15:30 - 17:25）に移され、時間も縮小された。